# God Is in the TV
God Is in the TV è il secondo album video del gruppo musicale statunitense Marilyn Manson, pubblicato il 2 novembre 1999 dalla Nothing Records e dalla Interscope Records.
Uscito su supporto VHS, contiene tutti i videoclip pubblicati dalla band dagli esordi fino al 1999. Include anche materiale esclusivo girato per il videoclip di The Dope Show e poi scartato in fase di montaggio, ed un'ora di esibizioni dal vivo e di filmati dietro le quinte del Rock Is Dead Tour.
L'attore Matthew McGrory appare sulla copertina della videocassetta.

## Registi
Marilyn Manson e Perou: Materiale dal vivo e dietro le quinte
Samuel Bayer: Videoclip Coma White e Rock Is Dead
Paul Hunter: Videoclip I Don't Like the Drugs (But the Drugs Like Me) e The Dope Show
Matthew Rolston: Videoclip Long Hard Road Out of Hell
E. Elias Merhige: Videoclip Cryptorchid
Wiz: Videoclip Man That You Fear
Floria Sigismondi: Videoclip Tourniquet e The Beautiful People
Dean Karr: Videoclip Sweet Dreams (Are Made of This)
Tom Stern: Videoclip Dope Hat
Richard Kern: Videoclip Lunchbox
Rod Chong: Videoclip Get Your Gunn

## Tracce
Videoclip
1. Coma White
2. Rock Is Dead
3. I Don't Like the Drugs (But the Drugs Like Me)
4. The Dope Show
5. Long Hard Road Out of Hell
6. Cryptorchid
7. Man That You Fear
8. Tourniquet
9. The Beautiful People
10. Sweet Dreams (Are Made of This)
11. Dope Hat
12. Lunchbox
13. Get Your Gunn
14. Uncensored Footage of The Dope Show

Materiale dal vivo e backstage
1. Inauguration of the Mechanical Christ
2. The Reflecting God
3. Antichrist Superstar
4. Irresponsible Hate Anthem
5. Rock Is Dead
6. The Dope Show
7. Lunchbox
8. I Don't Like the Drugs (But the Drugs Like Me)
9. The Speed of Pain
10. Spine of God (con i Monster Magnet)
11. Sweet Dreams/Hell Outro
12. Rock 'n' Roll Nigger

## Formazione
- Marilyn Manson - voce
- Twiggy Ramirez - basso
- M.W. Gacy - tastiera
- Ginger Fish - batteria
- John 5 - chitarra

## Riedizioni
Manson annunciò nel novembre 2005 di essere interessato a ripubblicare God Is in the TV e il suo predecessore Dead to the World su supporto DVD, anche se a oggi questo progetto non ha ancora visto la luce.